# 穆罗斯德纳隆
穆罗斯德纳隆，是西班牙阿斯图里亚斯的一个市镇。总面积8平方公里，总人口2178人（2001年），人口密度272人/平方公里。